# Molecuulmodel

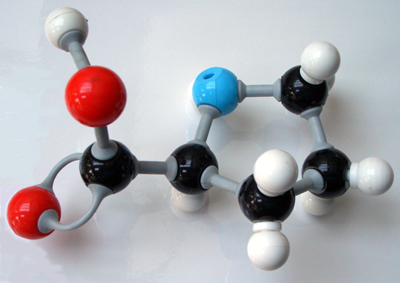
Molecuulmodel van proline, gefabriceerd uit plastic

Een molecuulmodel is een schaalmodel dat een sterk vergrote ruimtelijke voorstelling geeft van een molecuul. Het is een belangrijk concept in de scheikunde en biochemie. Molecuulmodellen kunnen van fysieke materialen worden vervaardigd uit plastic, metaal, hout of glas en vormen een vereenvoudigde weergave van een molecuul. Zo worden bindingen in modellen voorgesteld aan het hand van staafjes en zijn de atomen meestal bolvormig, met ieder element een bepaalde kleur.
Met de toenemende informatisering heeft ook het begrip molecuulmodellering zijn intrede gedaan. Visualisatieprogramma's, zoals ChemSketch en ChemDraw, zijn in staat om van een vlakke structuurformule een computergebaseerd molecuulmodel te maken. Ball-en-stick-modellen vormen de belangrijkste wijze om moleculen computationeel weer te geven.

## Geschiedenis
Reeds in de 17de eeuw speculeerde Johannes Kepler over de symmetrie van ijskristallen en over de dichtst mogelijke opeenstapeling van ronde objecten. Dit laatste vormde de basis voor theorieën uit de kristallografie en vastestoffysica omtrent de moleculaire structuur van stoffen op het einde van de 19e eeuw. 
John Dalton stelde chemische verbindingen voor als samenklonteringen van bolvormige atomen en Johann Josef Loschmidt tekende figuren en schetsen van atomen en moleculen, gebaseerd op cirkels. Deze vormden de basis voor latere moleculaire voorstellingen. De eerste die een echt moleculair model zou hebben gemaakt, is August Wilhelm von Hofmann. Hij maakte rond 1860 een model van een molecule methaan CH4. Hier liep uiteraard hier een aantal dingen verkeerd, zoals de relatieve grootte van de atomen, het waterstofatoom is kleiner dan het koolstofatoom, en de geometrische structuur, in werkelijkheid een regelmatig viervlak in plaats van een vierkant.
Rond 1874 introduceerden Jacobus van 't Hoff en Joseph Achille Le Bel onafhankelijk van elkaar het concept van stereochemie in 3 dimensies, waarmee ook moleculen en hun isomeren ruimtelijk werden voorgesteld.

## Ball-and-stick-modellen

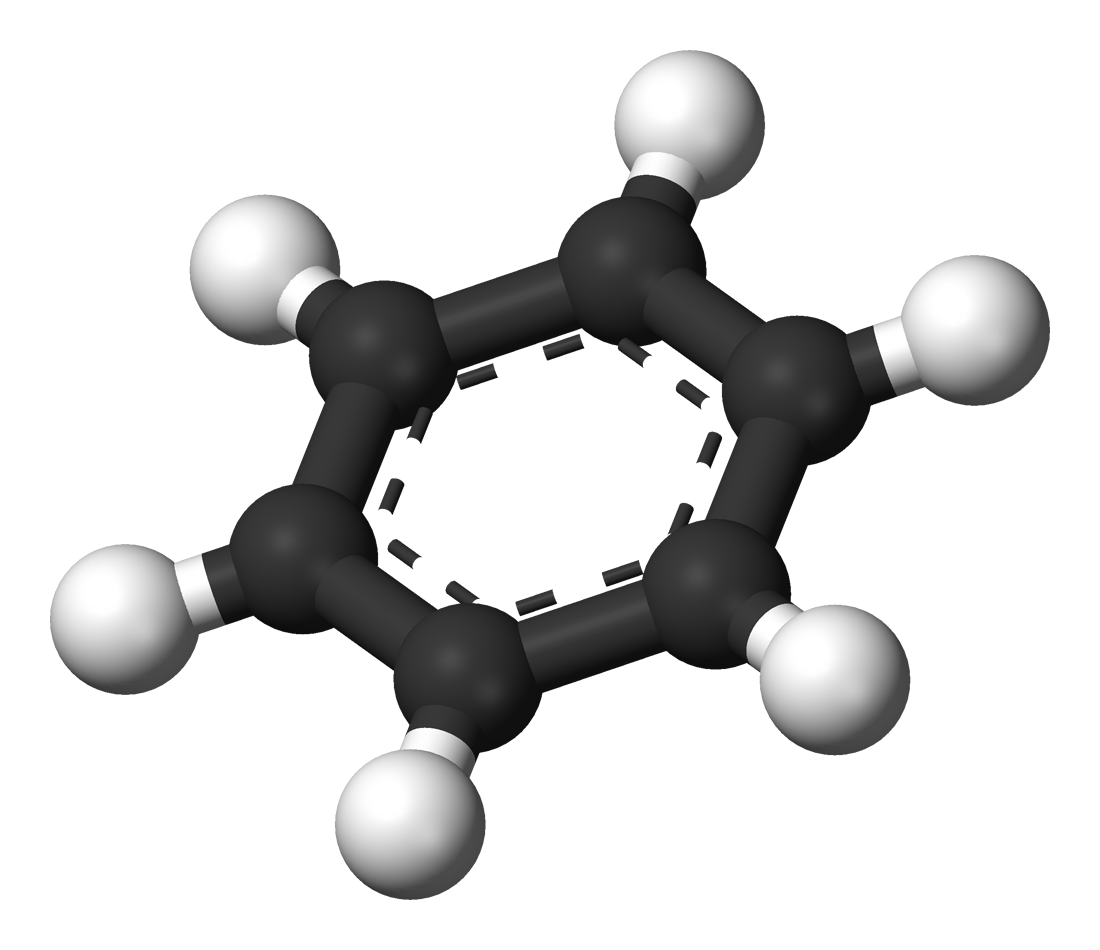
Software-gevisualiseerd molecuulmodel van benzeen

De meeste molecuulmodellen zijn gebaseerd op een zogenaamd ball-and-stick-principe. Hierbij worden de atomen als bollen en de bindingen als staafjes voorgesteld. Dit zijn de meest voorkomende molecuulmodellen en ze worden wereldwijd gebruikt om moleculen ruimtelijk voor te stellen. Dergelijke modellen waren eerst zeer rigide en men kon bijvoorbeeld nog geen drievoudige bindingen of ringen met een hoge ringspanning voorstellen. Later werden de bindingen buigzamer, waardoor dit probleem werd verholpen. Om een onderscheid te maken tussen de verschillende atomen, krijgen ze elk een kleur. Hieronder staan de meestgebruikte kleuren van atomen of atoomgroepen in molecuulmodellen:
| Atoom                    | Kleur                           |
| ------------------------ | ------------------------------- |
| Waterstof                | Wit                             |
| Koolstof                 | Zwart                           |
| Zuurstof                 | Rood                            |
| Stikstof                 | Blauw                           |
| Fosfor                   | Oranje                          |
| Zwavel                   | Donkergeel                      |
| Fluor                    | Lichtgeel/lichtgroen/lichtblauw |
| Chloor                   | Groen                           |
| Broom                    | Donkerrood                      |
| Jood                     | Paars                           |
| Titanium                 | Grijs                           |
| Alkalimetalen            | Violet of oranje                |
| Aardalkalimetalen        | Donkergroen                     |
| Boor en overgangsmetalen | Zalmroze                        |
| Edelgassen               | Cyaan                           |

## Ontdekkingen en ontwikkelingen
Heel wat belangrijke wetenschappelijke ontdekkingen vinden hun oorsprong in molecuulmodellen, die meestal nieuwe inzichten boden in de ruimtelijke structuur van moleculen. Hieronder volgt een klein overzicht:
| Ontdekker(s)                                 | Datum    | Technologie            | Ontdekking of ontwikkeling                                                                         |
| -------------------------------------------- | -------- | ---------------------- | -------------------------------------------------------------------------------------------------- |
| Johannes Kepler                              | 15e eeuw |                        | Symmetrie van ijskristallen en dichtste opeenstapeling van bolvormige objecten                     |
| August Wilhelm von Hofmann                   | 1860     | Hout en metaal         | Eerste ruimtelijke model, van methaan                                                              |
| Johann Josef Loschmidt                       | 1861     | Tekeningen, schetsen   | Voorstelling van atomen via cirkels in zijn boek Chemische Studien                                 |
| Jacobus van 't Hoff                          | ca. 1873 | Papier                 | Voorstelling met regelmatige viervlakken van koolstofverbindingen en ontwikkeling van stereochemie |
| John Desmond Bernal                          |          | Plasticine en staafjes | Model van water                                                                                    |
| Robert Corey, Linus Pauling en Walter Koltun |          |                        | Allerhande moleculaire structuren, waaronder α-helices                                             |
| James Watson en Francis Crick                | 1953     | Röntgendiffractie      | Moleculaire structuur van DNA                                                                      |
| John Kendrew en Max Perutz                   | 1958     | Röntgendiffractie      | Moleculaire structuur van myoglobine                                                               |

## Websites
- WG Pohl. Visualizing the unseen, 25 augustus 2004.  geschiedenis van het molecuulmodel, gearchiveerd